# Journal of Clinical Investigation
Pour les articles homonymes, voir JCI.
Journal of Clinical Investigation, ou plus communément JCI, est une revue scientifique américaine fondée en 1924 et spécialisée dans la recherche biomédicale.
JCI est une revue de très haute qualité, spécialisée sur les aspects fondamentaux de la recherche clinique. Elle est publiée mensuellement en anglais. Elle a été la première revue en biologie et médecine à mettre à disposition ses articles gratuitement et intégralement sur internet en 1997, ce qui lui a permis d'augmenter significativement son facteur d'impact, qui est en 2014 de 13,215. Ses archives sont entièrement et gratuitement accessibles jusqu'en 1924.